# فتیش جنسی
فِتیشیسم جنسی (به انگلیسی: sexual fetishism) یا اِروتیک فِتیشیسم (به انگلیسی: erotic fetishism) وضعیتی روان‌شناختی است که در آن یک شیء، چیز یا موضوع سبب برانگیختگی جنسی و حتی در مواردِ خاص، ارضای جنسی می‌شود. آن موضوع مورد علاقه را فِتیش (به انگلیسی: fetish) نامند و به کسی که به آن موضوع علاقه دارد و فِتیشیسم داشته باشد فِتیشیست (به انگلیسی: fetishist) گویند. فِتیشیسم به‌صورت ابراز میل جنسی و کشش جنسی نسبت به اشیاء مادی (همچون لاستیک، چرم، پارچه، لاتکس و…) یا اندام‌های غیرجنسیِ بدن (مانند پا، دست، ناف، ترقوه و…) و چیزهای مرتبط با بدن (مانند کفش، جوراب، دستکش، لاک، شُرت و…) بروز می‌کند.

## واژه‌شناسی
واژه انگلیسی فتیش (fetish) مشتق شده از واژه فرانسوی فتیشه (fétiche) می‌باشد. این واژه در زبان پرتغالی به نام فیتیسو (feitiço) شناخته می‌شود. ریشه همه این واژه‌ها از فاکتیسیوس (facticius) به معنای مصنوعی در زبان لاتین می‌باشد.

## شرح
بیشتر افرادی که تمایل به شیء پرستی جنسی دارند، فعالیت‌های مربوط را در تنهایی انجام می‌دهند. هر چند در بعضی موارد برای به‌دست آوردن اشیای مورد نظر خود (غالباً لباس‌های زیر، چکمه، یا کفش) مرتکب جرم هم می‌شوند. اکثر قریب به اتفاق این افراد مرد هستند و اشیایی که انتخاب می‌کنند بسیار متفاوتند، از اشیاء شهوت‌انگیز (مثل لباس‌های زیر زنانه خصوصاً آنها که پوشیده و کثیف شده و هنوز شسته نشده) گرفته تا اشیایی که ظاهراً کمتر رنگ و بوی جنسی دارند. شیء پرستی اغلب در نوجوانی آغاز می‌شود. این افراد به اشیای پلاستیکی تمایل زیادی دارند. برخی از این یادگارپرستان تنها پس از پوشیدن لباس‌های پلاستیکی به تحریک جنسی می‌رسند. برخی دیگر به هنگام برقراری رابطه جنسی لباس‌های پلاستیکی می‌پوشند (یا شریک جنسی خود را وادار به پوشیدن آنها می‌کنند) زیرا تنها از این طریق است که می‌توانند به برانگیختگی جنسی برسند.
شیء پرستی جنسی یکی از پیچیده‌ترین و گیج‌کننده‌ترین انواع رفتار جنسی است. حالتی مزمن دارد، و در برخی موارد جمع‌آوری اشیای مورد نظر به فعالیت عمده زندگی فرد تبدیل می‌شود. هیچ‌کس نتوانسته است به نحو مقتضی علاقه افراد یادگارپرست به اشیای گوناگون را تبیین کند. اگر چه نظریه‌های مختلفی در این زمینه وجود دارد که دامنه‌ای از تأکید بر انگیزش ناهوشیار تا فرض وجود نقصی خاص در مکانیزم‌های عصبی (مثل آنچه در افراد مبتلا به صرع مشاهده می‌شود) را شامل می‌شوند، اما علل این رفتار جنسی همچنان ناشناخته است.

## فتیش‌های جنسی
- فتیش پا
- فتیش پستان
- فتیش ناف
- فتیش ساق و ران
- فتیش شکم
- فتیش زیر بغل
- فتیش مو
- فتیش بارداری
- فتیش کفش
- فتیش پزشکی
- فتیش عروسک
- فتیش سراسر محصور
- فتیش لاستیکی (لاتکس)
- اتونپیوفیلیا
- فتیش گردن
- فتیش پشت گردن و پشت بدن

## یادگارپرستی
در صورتی که روان‌شناس یا روان‌پزشک تشخیص دهد که نوع خاصی از یادگارپرستی، اختلال روانی است، درمان را آغاز می‌کند. طبق راهنمای تشخیصی و آماری اختلال‌های روانی، نشانه‌های فتیشیسم باید حداقل ۶ ماه طول کشیده باشند و باعث اختلال در عملکرد اجتماعی، شغلی یا سایر حوزه‌های مهم کارکردی شوند. تنها در این صورت، نیاز به درمان وجود دارد.
درمان مبتنی بر اصول یادگیری برای یادگارپرستی به کار رفته تا حدودی موفق بوده است. برای مثال، درمان انزجاری، شیء مورد علاقه به صورت واقعی یا خیالی با محرکی ناخوشایند (مثل شوک الکتریکی) یا با تصور موقعیتی که در آن پیدا کردن شیء مورد نظر باعث شرمندگی شدید فرد مبتلا می‌شود همراه می‌گردد. این بیماری اولین بار توسط آلفرد بینت ساخته و معرفی شد.
شیء پرستان اغلب در پی درمان بر نمی‌آیند. در بیمارستانی در لندن، تنها ۶۰ مورد از این اختلال در طول بیست سال تشخیص داده شد. از این تعداد حدود سی درصد شان توسط دادگاه ارجاع داده شده بودند. حدود یک سوم بیماران به دلیل اضطراب در مورد رفتارهای یادگار پرستانه خود برای درمان مراجعه کرده بودند. حدود بیست درصد نیز به دلایل دیگر آمده بودند؛ و شیء مورد علاقه‌شان پس از شروع درمان شناسایی شد.